# 庄毅
庄毅（1973年7月11日—），是已退役的中国足球运动员。2019年当选辽宁省足球协会主席。

## 生平
庄毅曾是甲A联赛早期辽宁著名的前锋，以速度快见长。1995年，甲A联赛中曾经有“盯死庄毅可胜辽师”的说法，最终辽宁队赛季结束后降级。此后庄毅也连遭伤病的打击，先是在与辽宁新生代前锋张玉宁、曲圣卿的竞争中失去了主力的位置，此后三年连续三次转会，但是几乎都因为伤病无法获得上场机会，最后在2000年正式宣布退役，当时尚未满27岁。
退役后的庄毅经商却获得了巨大成功，不但被外界传为已有上亿资产，而且多次有希望大举投资足球行业甚至收购辽宁队的消息传出。他建立的锦州庄毅队曾经参加过乙级联赛，也是中国职业联赛迄今为止唯一的一支以个人名字冠名的球队。
庄毅于2015年投资组建沈阳城市足球俱乐部，2016年更以该俱乐部的球员身份报名参加当年的中乙联赛。